# 1943년 뉴욕 영화 비평가 협회상
제9회 뉴욕 영화 비평가 협회상은 1943년 영화를 대상으로 하는 시상식이다.

## 수상 및 후보

### 작품상
- 라인의 감시

### 감독상
- 한 여자와 두 남자 - 조지 스티븐스 수상

### 여우주연상
- The hard Way - 이다 루피노 수상

### 남우주연상
- 라인의 감시 - 폴 쿠카스 수상